# Estación Diaguitas
Diaguitas fue una estación de ferrocarril que se hallaba en la localidad homónima, dentro de la comuna de Vicuña, en la Región de Coquimbo de Chile. Fue parte del ramal La Serena-Rivadavia, y actualmente se encuentra inactiva dado que la línea fue levantada.

## Historia
La estación fue construida como parte del tercer tramo del ferrocarril que unía La Serena con Rivadavia y que fue inaugurado el 12 de abril de 1886 entre las estaciones Vicuña y Rivadavia. Enrique Espinoza consigna la estación en 1897, al igual que José Olayo López en 1910 y Santiago Marín Vicuña en 1910, quienes también la incluyen en sus listados de estaciones ferroviarias. La estación se encontraba a una altitud de 707 m. s. n. m.
Mediante decreto del 13 de septiembre de 1971, la estación Diaguitas fue suprimida, convirtiéndose en paradero sin personal. Con el cierre de todos los servicios de la Red Norte de la Empresa de los Ferrocarriles del Estado en junio de 1975, que implicó también el cierre del ramal La Serena-Rivadavia, la estación Diaguitas fue posteriormente vendida. El edificio de la estación fue remodelado y actualmente funciona como parte de un complejo de cabañas turísticas.